# Bibliothèque publique d'Yverdon-les-Bains
 (janvier 2022).
La bibliothèque publique et scolaire d'Yverdon-les-Bains est une bibliothèque située sur le territoire de la ville vaudoise d'Yverdon-les-Bains, en Suisse.

## Histoire
C'est en 1761 qu'est fondée la bibliothèque d'Yverdon, créée afin « d'encourager l'agriculture, d'étendre le commerce et de favoriser les arts utiles ». Devenue publique deux ans plus tard, elle a ensuite déménagé à de nombreuses reprises, en particulier à l'hôtel de ville et au château avant de s'installer, en 1986, dans les locaux de l'ancienne poste qu'elle occupe encore au XXIe siècle et dont les façades ont été entièrement rénovées en 2012.
Outre les 70 000 documents qu'elle possède, la bibliothèque offre également une salle de lecture avec connexion à Internet ; des expositions, des ateliers ainsi que des conférences y sont régulièrement organisés.

## Collections
Classée comme bien culturel suisse d'importance nationale, la bibliothèque possède deux fonds : un fonds dit « moderne » divisé en 6 sections, ainsi qu'un fonds ancien, riche d'environ 17 000 volumes allant du XVIe siècle au XIXe siècle et soutenu par une fondation qui prend en charge le financement lié à la restauration des ouvrages anciens.